# Mastí americà
El mastí americà és una raça de gos tipus molós originària dels Estats Units creada per Fredericka Wagner del criador "Flying W Farms" mitjançant l'encreuament d'un mastí anglès i un pastor d'Anatòlia. El 2000 el Continental Kennel Club el reconeix com a pura raça.

## Aparença
- Altura: Femelles 28-34 polzades. Mascles 32-36 polzades.
- Pes: Femelles 140-180 polzades. Mascles 160-200 polzades.

## Manteniment
Al contrari que altres races grans, aquest mastí encaixa perfectament a la vida d'un apartament sempre que s'exerciti diàriament, amb un passeig o una carrera curta cada dia. Un pati posterior petit també li és suficient.